# Exit (polecenie)
exit – polecenie służące do zamknięcia okna wiersza poleceń systemu Windows. Zazwyczaj jest nim cmd.exe, ale może też być command.com.
Polecenie to użyte z przełącznikiem "/b" w skrypcie wsadowym (ang. batch script) powoduje wyjście ze skryptu.

## Exit w językach programowania
W językach programowania instrukcja exit stosowane jest jako:
- instrukcja opuszczenia, np. Visual Basic,
- instrukcja powrotu, np. Turbo Pascal,
- powrót z systemu operacyjnego do programu, w którym wywołano wykonanie komendy systemu w kodzie źródłowym, z przejściem do powłoki systemowej, np. Turbo Prolog, lub do aplikacji, np. systemach programowania serii Turbo – opcja w menu o nazwie Shell.